# Hiérarchie de l'ordre du Temple en Occident
Cette hiérarchie de l'ordre du Temple a été créée et installée pour répondre au besoin d'organisation de l'ordre lorsque celui-ci s'est développé en Occident. Ce sont les retraits de la Règle qui nous renseignent sur cette hiérarchie et le rôle des différents dignitaires qui vivaient en Occident.

## Le maître en deçà-mer puis visiteur
Depuis Jérusalem, le maître de l'ordre envoyait un représentant appelé « Maître en deçà-mer » chargé de visiter les provinces de l'ordre en Europe. Puis à partir de 1250, ce dignitaire prend le titre de « Visiteur » avant que la fonction ne soit séparée avec deux représentants ou visiteurs, l'un pour la péninsule Ibérique (cinq royaumes d'Espagne), l'autre pour le reste des pays d'Occident qui s'appelait le visiteur de France,.
Voici quelques-uns de ces dignitaires dont la carrière semble s'être achevée à ce poste :
- fr. Geoffroy Fouchier dans la seconde moitié du XIIe siècle[2]. Il a été également un proche conseiller du roi Louis VII[4].
- fr. Pons de Rigaud de 1202 à 1206[5], maître de province de Provence et partie des Espagnes auparavant.
- fr. Simon de la Tour, visiteur de la péninsule ibérique en 1277 qui avait été commandeur de la terre de Jérusalem puis maître de la province du royaume de Sicile[6],[7].
- fr. Arnaud de Castelnou, visiteur de la péninsule ibérique en 1278[6] et maître d'Aragon et de Catalogne depuis 1267[8]
- Pierre de Montcada, qui succède à Arnaud de Castelnou de 1279 à 1281[6]
- Berenger de Cardona, également visiteur des Espagnes de 1297 à 1307 et qui occupait déjà la maîtrise de la province d'Aragon et de Catalogne depuis 1291[6]

Gilbert Hérail, maître de l'ordre (1194-1200) fut également maître cismarin (1190/91-1193).

## Le maître de province ou pays
Il est aussi appelé précepteur. Le territoire qu'il administrait est assimilable à un pays.
Il semble qu'il était nommé par le maître de l'ordre pour une durée de quatre ans (article 87 des retraits de la Règle).
Les provinces templières ou pays, se sont constituées progressivement selon des critères linguistiques. En voici une liste intermédiaire comprenant Tripoli, Antioche, France, Angleterre, Poitou, Aragon, Portugal, Pouille et Hongrie. (articles 87,88).

## Le maître de baillie
il semble que ce terme désignait une sous-division de la province. Ainsi, la province de France était elle découpée en cinq baillies : France (nom dérivé du Pays de France), Normandie, Ponthieu-Vermandois, Champagne-Lorraine, et Bourgogne. Ces maîtres étaient réunis par le maître de leur pays lors d'un chapitre annuel du pays.
La notion de Bailli existait depuis le IXe siècle mais apparait au sein du domaine royal français sous Philippe-Auguste en remplacement des sénéchaux. On peut penser que les templiers adoptèrent la même organisation car on retrouve dans les actes du procès de l'ordre du Temple, les mêmes noms de bailliage que ceux qui existaient dans le royaume de France et le comté de Champagne.
Avant l'institution de ces baillies vers la fin du XIIe siècle, les commanderies étaient regroupées par diocèse avec également un maître (procurateur / proviseur) à leur tête. Il y avait notamment un maître pour les maisons du diocèse d'Amiens, un pour celles du Laon et également un pour le Noyon,.

## Le maître du passage
Il s'agit d'une fonction mal connue mise en évidence par des documents relatifs aux templiers en Bourgogne. Vraisemblablement un dignitaire chargé de l'acheminement des ressources et des hommes vers la Terre sainte.
Peu de dignitaires sont identifiés et l'un d'entre eux dont le nom est ignoré se trouvait à Marseille vers 1300:
- Guillaume de Gonesse était à Dijon en 1255, cité comme « preceptor passagii Templi »[17],[20].
- Henri de Dole, connu comme maître du passage et de la maison du Temple de Chalon-sur-Saône en 1267 puis comme commandeur du passage et [de la baillie] de Bure en 1274[17]. Également en 1280[21].
- Simon de Quincy en 1303 à Marseille[22] et qui sera ensuite le dernier maître de la province templières des Pouilles (1304-1307).
- Jean de Villamer en 1306 également à Marseille[23]. Pierre de Castillon, le trésorier de l'ordre lui écrit une lettre dans laquelle il lui demande d'assurer le transfert de Pierre de Saint-Just (commandeur d'Alfambra) qui est convoqué pour le chapitre général de l'ordre à Limassol.

## Le commandeur ou précepteur de maison
Le terme que l'on retrouve dans les chartes historiques est celui de Præceptǒr, qui signifie « Celui qui commande ».
Ils dirigeaient une maison du Temple appelée préceptorie ou commanderie dans le respect de la 
Règle et des décisions du chapitre. L'article 49 de la Règle précise « que vous puissiez avoir des terres, des hommes, des vilains, tenir des champs et les gouverner avec justice, et prendre votre droit de ces choses comme cela est spécialement établi. » Le commandeur était choisi par la communauté lors d'un vote du chapitre, et pour une durée variable. Il pouvait être un sergent.

### Le procureur
Le « Procurator » (la) d'une domus Templi était en l’occurrence le représentant du commandeur dans un lieu donné appartenant à cette commanderie (alleu, fief, métairie, etc.)

## Les frères chapelains
En 1139, le pape Innocent II autorise l'ordre à avoir ses propres prêtres. Ceux-ci assuraient le service divin dans les chapelles, participaient à la réception de nouveaux frères et étaient les guides spirituels des frères. Ils portaient un manteau de bure et étaient tonsurés. Avant 1139, les chapelains servaient à terme.

## Les frères chevaliers et frères sergents d'arme
Les frères chevaliers, habillés en manteau blanc, étaient tous issus de la noblesse et devaient déjà être adoubés lorsqu'ils entraient dans l'ordre du Temple. C'étaient des soldats d'élite, bien équipés et bien entraînés, placés en première ligne.
Les frères sergents, habillés d'un manteau brun ou noir, étaient hommes libres. En Orient, ils étaient commandés par le turcopolier. 
Dans certaines grandes commanderies, chevaliers et sergents avaient des dortoirs et des réfectoires séparés. Tous prononçaient les trois vœux : de pauvreté, chasteté et obéissance.
Ils vivaient essentiellement dans les forteresses d'Orient ou d'Espagne.

## Les frères de métier
Ils vivaient essentiellement dans les commanderies d'Occident et étaient agriculteurs et artisans. L'article 325 de la Règle de l'ordre du Temple indique que le « frère maçon porte quelquefois des gants et on l'autorise à cause du grand travail qu'il fait et pour qu'il ne blesse, même légèrement, ses mains, mais il ne doit pas les porter lorsqu'il ne travaille pas. »

## Les serfs et serviteurs
Les serfs étaient des paysans attachés à un seigneur ou à une communauté de moines. Ils n'étaient pas hommes libres.